# Dymasius makarovi
Dymasius makarovi es una especie de escarabajo del género Dymasius, familia Cerambycidae. Fue descrita científicamente por Miroshnikov en 2017.
Habita en Malasia. Los machos y las hembras miden aproximadamente 27,5-32,8 mm. El período de vuelo de esta especie ocurre en el mes de abril.